# Hilding Kring
Knut Georg Hilding Kring, född 24 april 1899 i Färila församling i Gävleborgs län, död 22 september 1971 i Täby församling i Stockholms län, var en svensk militär.

## Biografi
Kring avlade studentexamen vid Söderhamns högre allmänna läroverk 1918. Han avlade officersexamen som nummer ett vid Krigsskolan 1920 och utnämndes samma år till fänrik vid Upplands artilleriregemente, varefter han 1922 befordrades till underlöjtnant. Han gick Allmänna kursen vid Artilleri- och ingenjörhögskolan 1922–1923 och Högre kursen där 1924–1926, befordrades till löjtnant 1925 och fick placering vid regementet 1926. Han var 1928 repetitör vid Artilleri- och ingenjörhögskolan och erhöll samma år tjänst vid Svea artilleriregemente. Åren 1930–1932 var Kring aspirant i Generalstaben, varefter han 1932–1933 var kommenderad officer vid Kommunikationsavdelningen i Generalstaben. År 1933 befordrades han till kapten vid Generalstaben, varpå han 1933–1934 genomgick en utbildning i järnvägstjänst för att därefter vara placerad som generalstabsofficer vid Kommunikationsavdelningen i Generalstaben 1934–1937. Han placerades 1934 vid Svea artilleriregemente och var 1934–1937 även lärare i krigskonst vid Artilleri- och ingenjörhögkolan. Därefter inträdde han i Generalstabskåren 1939 och var chef för Kommunikationsavdelningen vid Försvarsstaben 1939–1945. Han befordrades till major 1940 och till överstelöjtnant 1942. Han var även ledamot av Statens trafikkommission 1939–1945, ledamot av 1942 års flygutredning 1942–1943 och ledamot av Statens krigsskyddsnämnd för kraftanläggningar 1942–1945.
Under år 1945 var Kring divisionschef vid Smålands artilleriregemente och senare samma år befordrades han till överste vid regementet. Han inträdde 1946 i Generalstabskåren och var chef för Krigshögskolan 1946–1949. Åren 1949–1951 var han chef för Smålands artilleriregemente, varpå han 1951–1954 var kommendant vid Bodens fästning tillika ställföreträdande befälhavare för VI. militärområdet samt signalinspektör vid Arméstaben 1954–1955. Han befordrades 1955 till generalmajor vid generalitetet och var befälhavare för VII. militärområdet 1955–1957. Därpå var han generalintendent och souschef vid Arméintendenturförvaltningen (KAIF) 1957–1963 och chef för Försvarets intendenturverk (FIV) 1963–1964. I egenskap av souschef vid KAIF och chef för FIV var han 1957–1964 ledamot av Försvarets förvaltningsdirektion och ledamot av Riksnämnden för ekonomisk försvarsberedskap. Kring inträdde 1964 som generallöjtnant i reserven.
Hilding Kring invaldes 1943 som ledamot av Kungliga Krigsvetenskapsakademien.
Hilding Kring var son till fanjunkaren Eric Kring och Alma Jonzon. Han gifte sig 1933 med Anna Wetterling (1898–1998). Makarna Kring är begravda på Djursholms begravningsplats.

## Utmärkelser
- Riddare av Svärdsorden, 1941.[13]
- Riddare av Vasaorden, 1942.[14]
- Riddare av Nordstjärneorden, 1945.[15]
- Kommendör av första klass av Svärdsorden, 6 juni 1952.[16]
- Kommendör med stora korset av Svärdsorden, 6 juni 1962.[17]